# 기계수용기

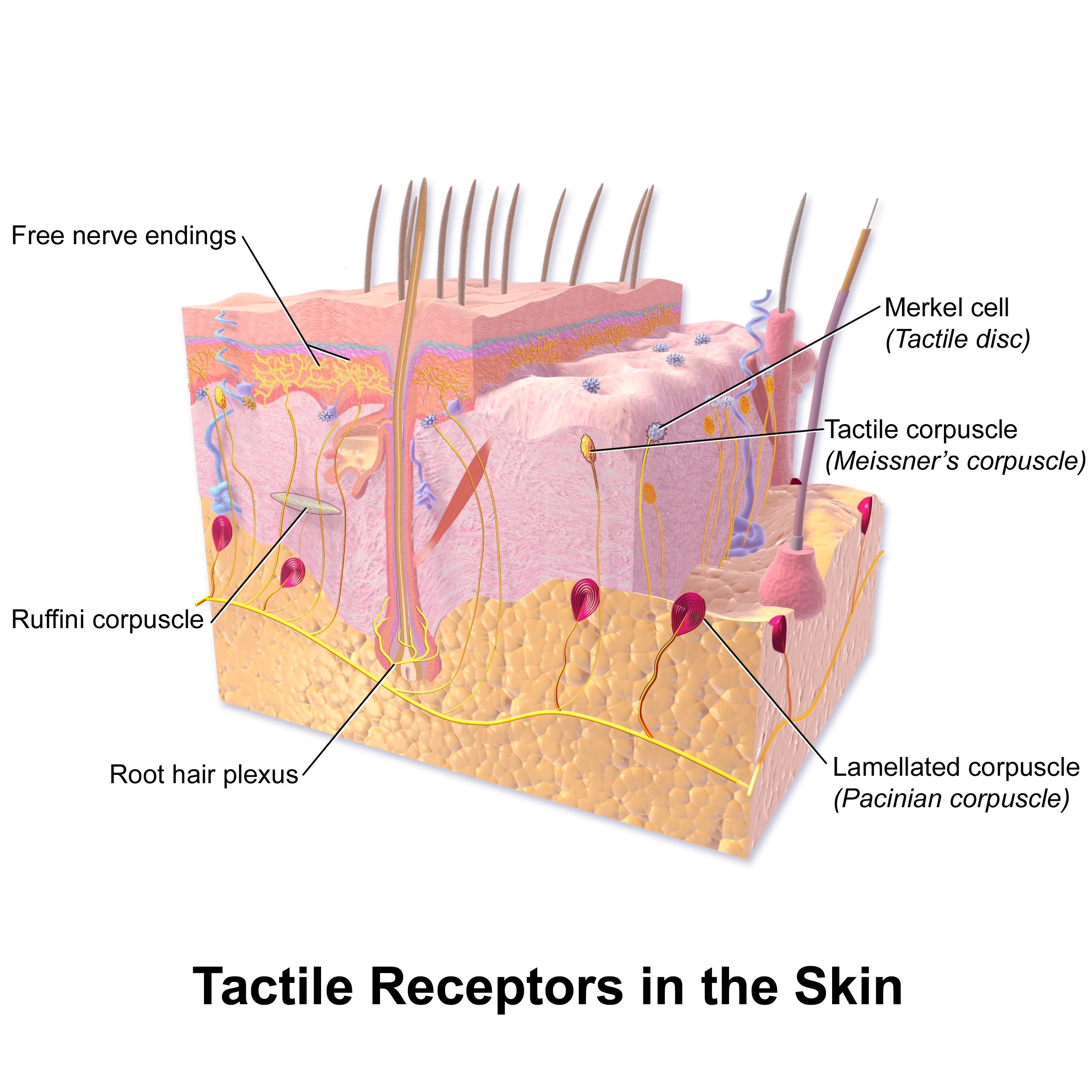

기계수용기(機械受容器, mechanoreceptor)는 기계자극을 받아서 최종적으로 구심성 충격(impulse)의 발생을 일으키는 수용기의 총칭이다. 촉각·청각·중력각·평형각·압각· 장력각·진동각 따위에 관한 수용기가 해당한다. 기계자극과 물리적 힘 또는 힘에 의한 변형을 가리킨다. 기계수용기에 있어서 기계수용세포(mechanosensory cell)의 세포막에 있는 기계수용채널(mechanosensitive channel), 기계자극에 의해 발생하는 세포막의 장력을 느껴서 열리고, 수용기 전위를 발생시킨다. 파치니소체와 같은 신경종말(신경 말단)이 감각세포가 된 경우에는 그 세포가 구심성 풍격을 발생시키고, 내이(內耳)의 유모세포와 같이 감각세포와 신경세포가 다른 경우에는 감각세포가 신경세포에 정보전달을 한 다음 신경세포가 구심성 충격을 발생시킨다.

## 기계수용채널
세포막에 걸리는 힘과 변형을 느끼면 열리는 이온채널. 세포막을 구성하는 지질이중층의 장력을 느끼는 유형과, 세포골격의 힘을 느끼는 유형의 두 종류가 있다. 전자는 원핵생물과 진핵생물 모두에 존재하고, 후자는 진핵세포에만 존재한다. 원핵생물의 기계수용채널로는 MscL과 MscS가, 진핵생물의 기계수용채널로는 TRPV4 따위의 TRP 채널과 TREK 등이 알려져 있다.

## 같이 보기
- 몸감각계
- 통각수용기
- 전정 기관
- 뻗침 수용기(신장 수용기)

## 참고 문헌
- 『이와나미 생물학사전』, 강신성 옮김